# Citibank (Venezuela)
Citibank fue una institución financiera de Venezuela con base en el distrito financiero de Sabana Grande, en la ciudad de Caracas, filial de Citigroup con casa matriz en Nueva York. Fue el banco número 24 del ranking de la Supeintendencia de Bancos y se encontraba en el estrato muy pequeño. Para julio de 2015 cuenta con 4 agencias en el ámbito nacional. También tiene una pequeña sede en la urbanización El Rosal del Municipio Chacao.
En agosto de 2021 la filial de Citigroup fue adquirida por el Banco Nacional de Crédito, completando la adquisición y fusión en septiembre de ese año 

## Historia
En 1812, nace City Bank of New York, en la ciudad de Nueva York días previos a la guerra entre los Estados Unidos e Inglaterra. Posteriormente, en 1917, Citibank abre sus puertas el 10 de noviembre en Caracas, con el nombre de The National City Bank of New York, ubicado en el número 7 entre las esquinas de San Francisco y Monjas, en pleno centro de nuestra capital. Durante la Segunda Guerra Mundial, época en la que muchos bancos tuvieron que cerrar, Citibank no solo se mantuvo en pie, sino que pocos años después entró en la era de la computación y se convirtió en el First National City Bank of New York.
En 1955, la institución amplió sus operaciones en Venezuela y abrió nuevas oficinas en Caracas, en la avenida Francisco de Miranda. También cambió de nombre y se adaptó a las nuevas realidades financieras. Citibank inauguró sus oficina en la ciudad de Maracaibo en 1956, y luego en 1958 inicio sus operaciones en Valencia. En el año 1997, el crecimiento fue hacia el oriente del país con la inauguración de las oficinas en Puerto La Cruz y Maturín (que posteriormente fueron eliminadas), en 1998 nacieron las oficinas de Citiservicios en Ciudad Ojeda y Valencia. En el año 2001, se inauguró el E-Center, considerado como el primer banco virtual, mediante el que los usuarios tuvieron acceso a sus cuentas vía Internet, en ese mismo año Citibank muda su oficina principal al moderno Centro Comercial El Recreo, obteniendo una ubicación estratégica para prestar cada vez un mejor y eficiente servicio. 
En el 2008, Citibank se convirtió en la primera institución financiera del país en contar con novedosos cajeros diseñados especialmente para atender a personas con discapacidades visuales y de la tercera edad. En el año 2012, se reubica la oficina de Puerto La Cruz a una zona céntrica de la ciudad, más accesible para sus clientes de la región oriental.
El 5 de enero de 2021, la Sudeban autorizó el cese de operaciones y liquidacion de este banco bajo comunicado de prensa.